# El Love Feroz o Cuando los hijos juegan al amor
El Love Feroz o Cuando los hijos juegan al amor es una película española de 1973, aunque no fue estrenada comercialmente hasta agosto de 1975, dirigida por el debutante José Luis García Sánchez y protagonizada en los papeles principales por José Sazatornil y Mary Carrillo, entre otros.
La película fue premiada en su momento como mejor película en el Festival de Cine de Humor de La Coruña.

## Sinopsis
Conflicto generacional representado por tres matrimonios que ven alterado su habitual ritmo de vida cuando sus hijos empiezan a despertar amorosa e ideológicamente, rebelándose contra sus progenitores. El primero es un matrimonio con tres hijas, la mayor separada; la segunda pareja, tiene un hijo al que no pueden dominar y la esposa intenta por todos los medios no quedarse embarazada, y por último, un matrimonio con trillizos y en el que el marido es un seductor empedernido.

## Reparto
- José Sazatornil como Don Vicente.
- Mary Carrillo como	Margarita.
- Alicia Sánchez como Adela.
- Ángeles González Sinde como Rosa.
- Concha Velasco como Marga.
- Mario Pardo como Dioni.
- Américo Coimbra como Dionisio.
- Lina Canalejas como Carmen.
- Antonio Gamero como Iñaqui.
- Tina Sáinz como Ana.
- Miguel Buñuel como	Peter.
- Abel Vitón como Manolo.
- Carmen Maura como María José.
- Pablo Hoyos como Médico.
- Miguel Ángel Aristu como Federico.
- Damián Velasco como Marido de Marga.

## Premios
29.ª edición de las Medallas del Círculo de Escritores Cinematográficos.
| Categoría              | Candidato      | Resultado |
| ---------------------- | -------------- | --------- |
| Mejor actor de reparto | Antonio Gamero | Ganador   |